# Jacob Marcus
Jacob Marcus også kaldet R. Jakob, (ca. 1749, Schwaan - 13. marts 1819 i Norrköping) var en tysk-svensk erhvervsmand og en af pionererne i Sveriges jødisk befolkning, som begyndte omkring 1700-1800-tallet.
Marcus blev sandsynligvis født omkring 1749 i Schwaan, Tyskland. Marcus' anseelige betydning på Norrköpings historie og hans betydning for immigration er blevet fremhævet i flere publikation. Han lod byens første synagoge bygget, og den åbnede i 1796.
Marcus døde d. 13. marts 1819 i Norrköping, Sverige.